# Paweł Chynowski
Paweł Chynowski (ur. 27 grudnia 1947 w Piotrkowie Trybunalskim) – polski filolog, teatrolog, krytyk teatralny i baletowy, historyk baletu, librecista. Absolwent wydziału filologii polskiej Uniwersytetu Warszawskiego (1972) ze specjalizacją nauki o teatrze (magisterium o tematyce teatru baletowego u prof. Tadeusza Siverta). W okresie studiów uczył się także tańca klasycznego i występował w uniwersyteckim zespole baletowym „Chorea” pod kierunkiem tancerza Marka Pawlickiego z Teatru Wielkiego w Warszawie, założyciel i pierwszy redaktor naczelny „Tańca” najstarszego w Polsce tytułu poświęconemu tej dziedzinie sztuki.

## Publicysta
Jeszcze jako student, w 1970 zadebiutował recenzjami baletowymi na łamach „Ruchu Muzycznego”, zachęcony do tego przez redaktora naczelnego, wybitnego krytyka muzycznego Ludwika Erhardta, który stał się jego mentorem w pierwszych latach pracy publicystycznej. Współpracował z tym dwutygodnikiem regularnie w latach 1971–1981. Prawie jednocześnie, znany dziennikarz muzyczny Zdzisław Sierpiński wprowadził go na łamy dziennika „Życie Warszawy”, z którym związał się na stałe w 1975 jako publicysta kulturalny i pracował tam do 1991, skupiając się głównie na tematyce baletowej i teatralnej, także pod kryptonimem (pch). Recenzował i popularyzował sztukę baletową oraz jej artystów, zamieszczał korespondencje z różnych krajów na temat zagranicznych osiągnięć baletowych, uprawiał publicystykę problemową, upominając się m.in. przez długie lata o autonomizację baletu w Polsce, całkowicie uzależnionego w PRL-u od interesów opery w teatrach muzycznych.
W 1974 założył i prowadził pierwszy w kraju magazyn baletowy „Taniec”, wydawany najpierw przez Polski Teatr Tańca pod dyrekcją Conrada Drzewieckiego w Poznaniu (1974-1986), a potem przez Teatr Wielki – Operę Narodową w Warszawie pod dyrekcją Sławomira Pietrasa (1992-1994). Skupił na jego łamach wszystkich ówczesnych publicystów baletowych, jak: Irena Turska, Janina Pudełek, Bożena Mamontowicz-Łojek, Jan Berski, Renata Popkowicz-Tajchert, Jadwiga Ignaczak czy Joanna Sibilska, a także krytyków muzycznych zainteresowanych tematyką baletu, jak: Małgorzata Komorowska, Wanda Obniska, Bogusław Kaczyński, Wacław Panek, Jacek Marczyński i inni.
Publikował liczne eseje w programach teatralnych oraz artykuły na łamach innych polskich czasopism („Le Théâtre en Pologne”, „Polska”, „Przekrój”, „Życie Codzienne”), a także w fachowych miesięcznikach zagranicznych, jak: „Dance Magazine” (USA), „Ballett International” (RFN) i „Tanz und Gymnastik” (Szwajcaria). Pisał hasła baletowe do Encyklopedii muzycznej PWM, Polskiego Słownika Biograficznego i do amerykańskiej International Encyclopedia of Dance (Oxford University Press, New York 1998). Wiele uwagi w swojej pracy poświęcił historii baletu w Polsce, a zwłaszcza mało zbadanej i rozpowszechnionej naszej XVIII-wiecznej tradycji baletowej. Był inicjatorem, konsultantem i popularyzatorem wielu przedsięwzięć (nagród, festiwali, jubileuszy), obliczonych na podniesienie rangi baletu w Polsce, m.in. ogólnopolskich obchodów 200-lecia Polskiego Baletu w 1985 roku. Członek Polskiego Ośrodka Międzynarodowego Instytutu Teatralnego i Stowarzyszenia Autorów ZAiKS.

## W Teatrze Wielkim – Operze Narodowej
Od 1983 związany z Teatrem Wielkim w Warszawie, początkowo – na zaproszenie dyrektora Roberta Satanowskiego – jako konsultant programowy do spraw obchodów 200-lecia Polskiego Baletu (1983-1985), potem dramaturg baletu (1985-1992). W latach 1992–2009, za kolejnych dyrekcji, był kierownikiem literackim Teatru Wielkiego – Opery Narodowej i redaktorem tamtejszych programów teatralnych. W 2009 został pełnomocnikiem dyrektora Waldemara Dąbrowskiego do spraw organizacji baletu, współdziałając w sprowadzeniu z Holandii wybitnego polskiego choreografa Krzysztofa Pastora i w tworzeniu pod jego dyrekcją Polskiego Baletu Narodowego, który tamtego roku uzyskał autonomię artystyczną w Teatrze Wielkim – Operze Narodowej. Od 2011 kierownik do spraw programowo-organizacyjnych tego zespołu.

## Wybrane publikacje
- Stanisław i Anna Oświęcimowie. Legenda i rzeczywistość, [w:] Stanisław i Anna Oświęcimowie (program), Teatr Wielki w Warszawie, 1976.
- Chopin w choreografii, „Taniec”, Polski Teatr Tańca – Balet Poznański, 1977.
- François Gabriel Le Doux. Szkic do portretu, „Taniec”, Polski Teatr Tańca – Balet Poznański, 1984.
- Niżyński – korzenie legendy, [w:] Nasz Niżyński (program), Teatr Wielki w Warszawie, 1989.
- Petipa i balet rosyjski jego epoki, [w:] Śpiąca królewna (program), Teatr Wielki – Opera Narodowa, 1996.
- Jean Dauberval (1742-1806), [w:] La Fille mal gardée / Córka źle strzeżona (program), Teatr Wielki – Opera Narodowa, 2003.
- Balet „Hrabia Monte Christo”, [w:] Hrabia Monte Christo (program), Teatr Wielki w Poznaniu, 2005.
- Kamila Stefańska (von Kleydorff), [w:] Polski Słownik Biograficzny, Instytut Historii PAN, 2005.
- „Pan Twardowski” i jego wielka tradycja, [w:] Pan Twardowski (program), Teatr Wielki – Opera Narodowa, 2008.
- Historia Polskiego Baletu Narodowego, [w:] portal Teatru Wielkiego – Opery Narodowej, 2013[7].
- Baletowy kameleon, czyli co warto wiedzieć o „Don Kichocie”, [w:] Don Kichot (program), Teatr Wielki – Opera Narodowa, 2014.
- Towarzystwo Casanovy z teatru Stanisława Augusta, [w:] Casanova w Warszawie (program), Teatr Wielki – Opera Narodowa, 2015.
- Caterina Gattai Tomatis, [w:] portal Teatru Wielkiego – Opery Narodowej, 2015[8].
- Charles Le Picq, [w:] portal Teatru Wielkiego – Opery Narodowej, 2015[9].
- Anna Binetti, [w:] portal Teatru Wielkiego – Opery Narodowej, 2015[10].
- Maciej Pręczyński, [w:] portal Teatru Wielkiego – Opery Narodowej, 2015[11].
- Daniel Curz, [w:] portal Teatru Wielkiego – Opery Narodowej, 2015[12].
- Krzysztof Pastor (album monograficzny, współautorstwo), Teatr Wielki – Opera Narodowa, 2017.
- Balet dla Krzesińskiej, [w:] Jezioro łabędzie (program), Teatr Wielki – Opera Narodowa, 2017.
- Filippo Taglioni, [w:] Polski Słownik Biograficzny, Instytut Historii PAN, 2017.
- Tańce z Chopinem, [w:] Nasz Chopin (program), Teatr Wielki – Opera Narodowa, 2018.
- Aleksander Tarnowski, [w:] Polski Słownik Biograficzny, Instytut Historii PAN, 2018.
- Antoni Tarnowski, [w:] Polski Słownik Biograficzny, Instytut Historii PAN, 2018.
- Waldemar Wołk-Karaczewski nasz danseur noble (album monograficzny), Towarzystwo Miłośników Ziemi Ciechanowskiej, 2019.
- Metamorfozy „Korsarza”, [w:] Korsarz (program), Teatr Wielki – Opera Narodowa, 2020.
- Louis Thiérry, [w:] Polski Słownik Biograficzny, Instytut Historii PAN, 2021.
- Carlo Alessandro Tomatis, [w:] Polski Słownik Biograficzny, Instytut Historii PAN, 2022.
- Caterina Tomatis, pseudonim Gattai, [w:] Polski Słownik Biograficzny, Instytut Historii PAN, 2022.
- Aleksander Roman Turczynowicz, [w:] Polski Słownik Biograficzny, Instytut Historii PAN, 2024
- Konstancja Felicjana Turczynowicz, [w:] Polski Słownik Biograficzny, Instytut Historii PAN, 2024

## Libretta baletowe
Jest librecistą baletów:
- Stanisław i Anna Oświęcimowie do muzyki poematów symfonicznych Epizod na maskaradzie (fragment) oraz Stanisław i Anna Oświecimowie Mieczysława Karłowicza; choreografia: Witold Gruca, Teatr Wielki w Warszawie[13], 1976[14] i Opera Bałtycka, 1992[15]. Był także scenarzystą inspirowanej tym baletem wersji filmowej Stanisław i Anna w reżyserii Kazimierza Konrada, 1985[16].
- Mit o Aleksandrze (nowa wersja baletu Tais), muzyka Jadwiga Szajna-Lewandowska (w nowej redakcji)[17], 1978 (premiera planowana na rok 1980 w Teatrze Wielkim w Warszawie w choreografii Andrzeja Glegolskiego nie była zrealizowana).
- Nasz Niżyński z muzyką różnych kompozytorów; choreografia: Kama Akucewicz, Zbigniew Juchnowski, Teresa Kujawa, Zofia Rudnicka, Zygmunt Sidło, Emil Wesołowski i Waldemar Wołk-Karaczewski, Teatr Wielki w Warszawie, 1989.
- Muzy Chopina[18][19] do muzyki obu koncertów fortepianowych i innych utworów Fryderyka Chopina, choreografia: Waldemar Wołk-Karaczewski, Teatr Wielki w Warszawie, 1991[20].
- Hrabia Monte Christo[21], muzyka Stanisław Moniuszko (uzupełniona jego innym utworami w opracowaniu Antoniego Grefa), choreografia: Waldemar Wołk-Karaczewski, Teatr Wielki w Poznaniu, 2005[22].
- Casanova w Warszawie[23] z kolażem z utworów Wolfganga Amadeusa Mozarta, koncepcja muzyczna Jakub Chrenowicz, choreografia: Krzysztof Pastor, Teatr Wielki – Opera Narodowa, 2015[24].
- Jezioro łabędzie (nowe libretto)[25] z muzyką Piotra Czajkowskiego w nowej redakcji Pawła Chynowskiego i Alexeia Baklana, choreografia: Krzysztof Pastor, Teatr Wielki – Opera Narodowa, 2017[26][27].
- Dracula z kolażem utworów Wojciecha Kilara w redakcji Michaela Bretta, choreografia: Krzysztof Pastor, West Australian Ballet, Perth, 2018[28]; Łotewski Balet Narodowy, Ryga, 2021[29]; Queensland Ballet, Brisbane, 2021[30], Teatr Wielki – Opera Narodowa, 2022[31], Fińska Narodowa Opera i Balet, Helsinki, 2024[32].

## Odznaczenia i wyróżnienia
- 1982: Medal Karola Szymanowskiego od Ministerstwa Kultury i Sztuki
- 1985: Medal 200-lecia Polskiego Baletu od Ministerstwa Kultury i Sztuki
- 1986: Srebrny Krzyż Zasług[6]
- 1987: Medal Fryderyka Chopina od Polskiej Agencji Artystycznej „Pagart”
- 1991: Medal Wacława Niżyńskiego od Polskie Agencji Artystycznej „Pagart”
- 1995: Medal Siergieja Diagilewa od Fundacji „Dom Diagilewa” w Permie
- 1996: Medal Wojciecha Bogusławskiego od Teatru Narodowego
- 2005: Krzyż Kawalerski Orderu Odrodzenia Polski[33]
- 2013: Brązowy Medal „Zasłużony Kulturze – Gloria Artis”[34]